# Marquis de Sade (französische Band)
Marquis de Sade war eine französische Post-Punk-Band aus Rennes, Frankreich. Sie wurde von Sänger Philippe Pascal und Gitarrist Frank Darcel gegründet und war von 1977 bis 1981 aktiv. In dieser Zeit veröffentlichten sie zwei Alben, die das Billboard Magazin als sehr einflussreich bezeichnete.
Im Jahr 1981 spaltete sich Marquis de Sade in die zwei Nachfolgebands Octobre und Marc Seberg auf. Die Gruppe trat am 16. September 2017 nochmals für ein einmaliges Konzert in Rennes auf, zur Feier der 40-jähriges Bandgründung.
Die Single Conrad Veidt aus dem Album Dantzig Twist ist nach dem deutschen Schauspieler Conrad Veidt benannt.

## Diskografie
Studioalben
- 1979: Dantzig Twist
- 1981: Rue de Siam

Live-Alben
- 2017: 16/09/17

Singles
- 1978: Air Tight Cell
- 1978: Conrad Veidt
- 1980: Rhythmiques
- 1981: Wanda's Loving Boy